# مجاط
مجاط (به فرانسوی: Majjat) یک منطقهٔ مسکونی در مراکش است که در استان شیشاوه واقع شده‌است. مجاط ۱۱٬۷۹۸ نفر جمعیت دارد.